# Юбілейний сільський округ (Шал-акина район)
Юбіле́йний сільський округ (каз. Юбилейный ауылдық округі, рос. Юбилейный сельский округ) — адміністративна одиниця у складі району Шал-акина Північноказахстанської області Казахстану. Адміністративний центр — село Крещенка.
Населення — 1303 особи (2021; 1707 у 2009, 2519 у 1999, 3484 у 1989).
Станом на 1989 рік існували Октябрська сільська рада (села Куртай, Октябрське, Тельманово) та Юбілейна сільська рада (села Білоградовка, Крещенка, Купріяновка). 2013 року до складу сільського округ увійшла територія ліквідованого Октябрського сільського округу (села Куртай, Тельманово, Узинжар). Села Куртай та Тельманово було ліквідовано 2024 року.

## Склад
До складу округу входять такі населені пункти:
| Населений пункт    | Старі назви | Населення, осіб (1989) | Населення, осіб (1999) | Населення, осіб (2009) | Населення, осіб (2021) |
| ------------------ | ----------- | ---------------------- | ---------------------- | ---------------------- | ---------------------- |
| Білоградовка, село | -           | 307                    | 177                    | 157                    | 99                     |
| Крещенка, село     | -           | 817                    | 720                    | 501                    | 465                    |
| Купріяновка, село  | -           | 333                    | 328                    | 254                    | 224                    |
| Куртай, село       | -           | 293                    | 148                    | 93                     | 14                     |
| Тельманово, село   | -           | 308                    | 247                    | 129                    | 9                      |
| Узинжар, село      | Октябрське  | 1426                   | 899                    | 573                    | 492                    |